# 弗朗索瓦·布吉尼翁
弗朗索瓦·布吉尼翁（1945年5月22日—），法國經濟學家。巴黎第六大學畢業，並於1973年於同校取得應用數學碩士學位，並分別於1975年和1979年獲得加拿大西安大略大學與法國奧爾良大學之博士學位。為前任世界銀行首席經濟師，目前是法國巴黎经济学院（Paris School of Economics）主任、法国社會科學高等學院的經濟學教授。
| 前任： 尼古拉斯·斯特恩 | 世界銀行首席經濟師 2003年－2007年 | 繼任： 林毅夫 |